# Nederlandse Film en Televisie Academie

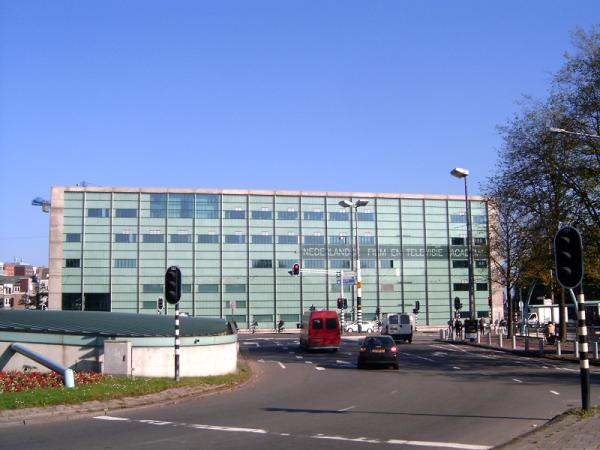
Nederlandse Film en Televisie Academie

Die Nederlandse Filmacademie (NFA) ist eine Filmhochschule in Amsterdam. Sie gehört als Fakultät für Film und Fernsehen zur Amsterdamer Kunsthochschule (Amsterdamse Hogeschool voor de Kunsten, AHK). Die Gründung erfolgte 1958.
In vier Jahren bildet die Nederlandse Filmacademie ihre Studenten in je einer von acht Fachrichtungen aus:
- Drehbuch
- Regie (Spiel- und Dokumentarfilm Regie)
- Produktion
- Kamera/Licht
- Szenenbild
- Sound Design
- Schnitt und Montage
- Interaktive Medien/Visual effects (IMVFX)

## Ehemalige
- Jan de Bont (* 1943), Kameramann, Regisseur, Filmproduzent
- Job ter Burg (* 1972), Filmeditor
- Mike van Diem (* 1959), Filmregisseur
- Paula van der Oest (* 1965), Filmregisseurin
- Paul Verhoeven (Regisseur, 1938) (nicht abgeschlossen)
- Nanouk Leopold (* 1968)
- Robby Müller (1940–2018), Kameramann
- Remko Schnorr (* 1974), Kameramann